# Городское поселение рабочий посёлок Сузун
Городско́е поселе́ние рабочий посёлок Сузун — муниципальное образование в Сузунском районе Новосибирской области Российской Федерации.
Административный центр — рабочий посёлок Сузун.

## История
Статус и границы городского поселения установлены Законом Новосибирской области от 2 июня 2004 года № 200-ОЗ «О статусе и границах муниципальных образований Новосибирской области»

## Население
| 2002    | 2010    | 2012    | 2013    | 2014    | 2015    | 2016    |
| ------- | ------- | ------- | ------- | ------- | ------- | ------- |
| 15 873  | ↘15 642 | ↘15 595 | ↗15 689 | ↗15 728 | ↗15 839 | ↘15 798 |
| 2017    | 2018    | 2019    | 2020    | 2021    |         |         |
| ↘15 742 | ↗15 835 | ↘15 648 | ↗15 688 | ↗15 715 |         |         |

## Состав городского поселения
| № | Населённый пункт     | Тип населённого пункта                  | Население |
| - | -------------------- | --------------------------------------- | --------- |
| 1 | Новоосиновский       | железнодорожный разъезд                 | ↘30       |
| 2 | Сузун                | рабочий посёлок, административный центр | ↗15 482   |
| 3 | Участок Нечунаевский | населённый пункт                        | ↗188      |
| 4 | Участок Новостройка  | населённый пункт                        | ↘60       |